# Rusko-turski rat (1676. – 1681.)
Rusko-turski rat (1676. – 1681.), bio je rat vođen između Moskovskog te Osmanskog Carstva i Krimskog Kanata. Izbio je zbog rastućeg osmanskog ekspanzionizma u drugoj polovici 17. stoljeća. Nakon što su zauzeli i devastirali cijelo Podolje (dio Ukrajine) za vrijeme Poljsko-turskog rata 1672. – 1676., osmanlije su nastojali proširiti svoju vlast i na desni dio Ukrajine uz potporu svojih vazala (od 1669. to je bio i kozački hetman Petar Dorošenko). Potonji je svojom pro-turskom politikom izazvao nezadovoljstvo među mnogim ukrajinskim kozacima, tako da su oni izabrali Ivana Samojloviča (dotad hetmana lijeve strane Ukrajine) kao jedinog hetmana svih Ukrajinaca 1674. godine.

## Prvi osmanski pohod na Čigirin i obrana grada
Dorošenko se s tim nije pomirio, odlučio je uzvratiti, te je 1676. godine, okupio vojsku od 12.000 ljudi i zauzeo grad i utvrdu Čigirin, u to vrijeme sjedište kozačkog hetmana, računajući svakako i na pomoć tursko-tatarske vojske. Međutim su ruske i ukrajinske snage pod zapovjedništvom Ivana Samojloviča i Grigorija Romodanovskog opkolile Čigirin i prisilile Dorošenka na predaju. 
Ostavivši garnizon u Čigirinu, Rusi i Ukrajinci su se povukli s lijeve obale Dnjepra. Turski sultan Mehmed IV. imenovao je Jurija Hmelnickog hetmanom desnog dijela Ukrajine, on je u to vrijeme bio sultanov zatvorenik. U srpnju 1677. sultan naredio je svojoj vojsci od 120 000 ljudi, pod zapovjedništvom Ibrahim Paše da zauzme Čigirin.
Ibrahim Pašina vojska dospjela je pred Čigirin tek 4. kolovoza 1677. godine. S druge pak strane snage Samojloviča i Grigorija Romodanovskog okupile su se 10. kolovoza, a  24. kolovoza izbile su na obale rijeke Sula, odakle su samo trebali prijeći rijeku da dođu do Čigirina. U borbama 26. – 27. kolovoza, Rusi i Ukrajinci su uspjeli ukloniti osmanske straže i ophodnje na rijeci, tako da su je nesmetano mogli prijeći. Ruska i ukrajinska konjica napala je 28. kolovoza Ibrahim Pašin logor i zauzela ga, uz nanošenje teških žrtava osmanlijama. Zbog toga je sljedećeg dana, Ibrahim Paša prekinuo s opsadom Čigirina i povukao se. Samojlovič i Grigorije Romodanovski napustili su Čigirin 5. rujna. Osmanska vojska izgubila je 20.000 ljudi a Ibrahim Paša je zatvoren po povratku u Carigrad.

## Drugi pohod na Čigirin i njegov pad
U srpnju 1678. osmanska vojska od oko 80.000 ljudi, kojoj je na čelu bio sam veliki vezir Kara Mustafa Paša ponovno je opkolila Čigirin. Ruska i ukrajinska vojska, snage od oko 200 000 ljudi, uspjela je probiti turski vanjski obruč, ali su osmanlije već 11. kolovoza uspjele zauzeti Čigirin i razoriti ga. Kad su uvidjeli uzaludnost svojih napora, Rusi i Ukrajinski kozaci povukli su se preko Dnjepra uz stalne borbe s osmanskim jedinicama koje su ih ometale kod povlačenja.

## Mirovni ugovor
Nakon ovih okršaja iz 1679. – 1680. godine, Rusi su potpisali Mirovni ugovor iz Bahčisaraja 3. siječnja 1681., po tom ugovoru rusko-tursko granica bila je rijeka Dnjepar.